# Sierra Leone aux Jeux olympiques d'été de 2016
La Sierra Leone participe aux Jeux olympiques d'été de 2016 à Rio de Janeiro au Brésil du 5 août au 21 août. Il s'agit de sa 11e participation à des Jeux d'été.

## Athlétisme

### Homme

#### Course
| Athlétes      | Compétitions | Tour préliminaire | Tour préliminaire | Série   | Série   | Demi-finales | Demi-finales | Finale  | Finale  |
| ------------- | ------------ | ----------------- | ----------------- | ------- | ------- | ------------ | ------------ | ------- | ------- |
| Athlétes      | Compétitions | Temps             | Rang              | Temps   | Rang    | Temps        | Rang         | Temps   | Rang    |
| Ismail Kamara | 100 mètres   | 10.95             | 5e                | Eliminé | Eliminé | Eliminé      | Eliminé      | Eliminé | Eliminé |

### Femme

#### Course
| Athlètes       | Compétitions | Tour préliminaire | Tour préliminaire | Série | Série | Demi-finales | Demi-finales | Finale  | Finale  |
| -------------- | ------------ | ----------------- | ----------------- | ----- | ----- | ------------ | ------------ | ------- | ------- |
| Athlètes       | Compétitions | Temps             | Rang              | Temps | Rang  | Temps        | Rang         | Temps   | Rang    |
| Hafsatu Kamara | 100 mètres   | 12.24             | 1er               | 12.22 | 8e    | Eliminé      | Eliminé      | Eliminé | Eliminé |
|                |              |                   |                   |       |       |              |              |         |         |